# Квартал (територія)

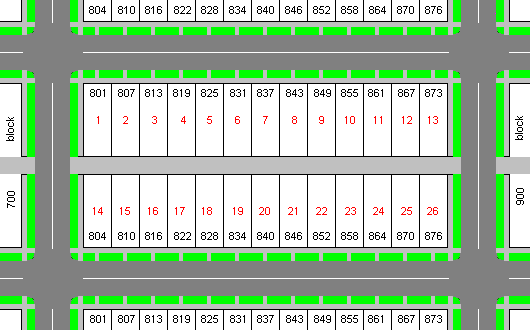
Приклад кварталу

Кварта́л (англ. Block) — фрагмент території міста, оточений вулицями або адміністративними межами з усіх сторін. Квартали також можуть бути обмежені залізницями, береговими лініями та іншими об'єктами, які створюють логічні границі багатокутника. Квартали можуть містити забудовані і вільні від забудови ділянки.